# Vukovo Brdo
 Vukovo Brdo  falu Horvátországban Zágráb megyében. Közigazgatásilag Zsumberk községhez tartozik.

## Fekvése
Zágrábtól 42 km-re délnyugatra, községközpontjától Kostanjevactól 3 km-re északra a Zsumberki-hegység déli lejtőin fekszik.

## Története
1830-ban 3 házában 44 katolikus lakos élt. 1857-ben 41-en lakták. 1910-ben 85 lakosa volt. Trianon előtt Zágráb vármegye Jaskai járásához tartozott. A falunak 2011-ben 12 lakosa volt. Lakói mezőgazdasággal, állattenyésztéssel, szőlőtermesztéssel foglalkoznak. Az oštrci Szent Mária Magdolna plébániához tartoznak.

## Lakosság
| Lakosság változása | Lakosság változása | Lakosság változása | Lakosság változása | Lakosság változása | Lakosság változása | Lakosság változása | Lakosság változása | Lakosság változása | Lakosság változása | Lakosság változása | Lakosság változása | Lakosság változása | Lakosság változása | Lakosság változása | Lakosság változása |
| ------------------ | ------------------ | ------------------ | ------------------ | ------------------ | ------------------ | ------------------ | ------------------ | ------------------ | ------------------ | ------------------ | ------------------ | ------------------ | ------------------ | ------------------ | ------------------ |
| 1857               | 1869               | 1880               | 1890               | 1900               | 1910               | 1921               | 1931               | 1948               | 1953               | 1961               | 1971               | 1981               | 1991               | 2001               | 2011               |
| 41                 | 60                 | 72                 | 81                 | 79                 | 85                 | 75                 | 92                 | 59                 | 54                 | 52                 | 48                 | 25                 | 18                 | 14                 | 12                 |

## Külső hivatkozások
- Žumberak község hivatalos oldala
- A Zsumberki közösség honlapja